# Heinrich Huster
Gerhard Heinrich Huster (* 1. November 1878 in Herzebrock; † 3. Juni 1950 in Trier) war ein deutscher Politiker (Zentrum, später CDU).

## Leben
Huster absolvierte von 1892 bis 1895 eine Bäckerlehre und arbeitete anschließend in seinem erlernten Beruf. Er war ab 1906 als selbständiger Bäcker- und Konditor in Trier tätig und betrieb das Cafe Huster. 1910 bestand er die Meisterprüfung. Von 1919 bis 1949 war er, mit Unterbrechung während der Zeit des Nationalsozialismus, Obermeister der Bäcker- und Konditoreninnung Trier. Später wurde er Vizepräsident der dortigen Handwerkskammer.
Huster trat in die Zentrumspartei ein und war von 1924 bis 1929 Stadtverordneter in Trier. Im Mai 1928 wurde er als Abgeordneter in den Preußischen Landtag gewählt, dem er bis 1932 angehörte. Im Parlament vertrat er den Wahlkreis 21 (Koblenz-Trier).
Nach dem Zweiten Weltkrieg schloss er sich der CDU an, für die ab 1946 erneut dem Stadtrat angehörte.